# (7248) Älvsjö
(7248) Älvsjö ist ein Asteroid des inneren Hauptgürtels, der am 1. März 1992 von Astronomen der Uppsala-ESO Survey of Asteroids and Comets am La-Silla-Observatorium (IAU-Code 809) der Europäischen Südsternwarte in Chile entdeckt wurde.
Der Asteroid wurde am 28. September 1999 nach Älvsjö benannt, einem Stadtbezirk im Süden der schwedischen  Hauptstadt Stockholm, in dem sich die Stockholmer Messe befindet.